# Atrichopogon obesus
Atrichopogon obesus är en tvåvingeart som beskrevs av Maurice Emile Marie Goetghebuer 1948. Atrichopogon obesus ingår i släktet Atrichopogon och familjen svidknott.
Artens utbredningsområde är Kongo. Inga underarter finns listade i Catalogue of Life.